# هجوم مهرجان رعيم الموسيقي
هجوم مهرجان رعيم  الموسيقي (بالإنجليزية: Re'im music festival Attack) أو كما سُمي في وسائل الإعلام الغربية مجزرة مهرجان رعيم  الموسيقي (بالإنجليزية: Re'im music festival massacre) هو هجوم نُفّذ في 7 أكتوبر 2023، في أعقاب عملية طوفان الأقصى، حيث عبر مقاتلو حركة حماس إلى إسرائيل من قطاع غزة وكجزء من الهجوم، قُتل 364 شخصًا، معظمهم من المدنيين، وأصيب العديد بجروح. كما احتجزت حماس 40 شخصًا كرهائن وقد أسفر هذا الهجوم عن أكبر عدد من الضحايا المدنيين. كان الحدث مهرجان "سايكدليك ترانس" نُظّم للاحتفال بعيد العرش اليهودي، وكان يقام بالقرب من كيبوتس برعيم.
في الساعة 6:30 صباحًا، والتي كانت عند شروق الشمس تقريبًا، لوحظت صواريخ في السماء. حوالي الساعة 7:00 صباحًا، حذرت صفارة الإنذار من هجوم صاروخي قادم، مما دفع رواد المهرجان إلى الفرار. بعد ذلك، حاصر مسلحون يرتدون ملابس عسكرية ويستخدمون دراجات نارية وشاحنات وطائرات شراعية تعمل بالطاقة، أرض المهرجان وأطلقوا النار عشوائيًا على الأفراد الذين حاولوا الهروب. قُتل الحاضرون الذين كانوا يبحثون عن ملجأ في الأماكن القريبة أثناء اختبائهم. أولئك الذين وصلوا إلى الطريق ومواقف السيارات حوصروا في ازدحام مروري حيث أطلق المسلحون النار على المركبات. أعدم المسلحون بعض الأفراد الجرحى من مسافة قريبة وهم يختبئون على الأرض.
كانت المذبحة التي وقعت في المهرجان أكبر هجوم في تاريخ إسرائيل، وأسوأ مذبحة مدنية إسرائيلية على الإطلاق.
في نفس اليوم، نفذ مقاتلو حركة حماس سلسلة من الهجمات في معسكرات جيش الاحتلال المجاورة، مما أدى إلى مقتل مئات الجنود الإسرائيليين في مواقع مثل نتيف عشرة، وبئيري، وكفار عزة، ونير عوز، وحوليت.

## التجمع والاحتفالات
كان «تجمع سوبر نوفا سوكوت» (بالإنجليزية: Supernova Sukkot Gathering) مهرجانًا موسيقيًا مفتوحاً لعطلة نهاية الأسبوع بدأ في 6 أكتوبر 2023. أقيم في صحراء النقب الغربي، تقريبا 5 كـم (3.1 ميل) من الحاجز بين غزة وإسرائيل، بالقرب من رعيم. أقيم الحدث بواسطة منظم يُدعى نوفا (يُشار إليه أيضًا باسم قبيلة نوفا)، كان المهرجان النسخة الإسرائيلية (حدث ما قبل المهرجان) لـ "عالم موازي"، وهو مهرجان سايكدليك ترانس بدأ في باهيا، بالبرازيل قبل 23 عاما. تحول المنظمون إلى الموقع قبل يومين فقط، بعد فشل الموقع الأصلي الذي كان مقرراً جنوب إسرائيل. وكان من المقرر أن يتزامن هذا الحفل مع مهرجان سمحات التوراة اليهودي، وُصف هذا الحفل بأنه احتفال بـ "الأصدقاء والحب والحرية اللامحدودة". قُسّم موقع المهرجان إلى ثلاث فعاليات ومنطقة تخييم ومنطقة بها بار وطعام. وصف الحاضرون الحشد بأنه كان يتكون في معظمه من إسرائيليين تتراوح أعمارهم بين 20 إلى 40 عامًا، من جميع أنحاء البلاد. وأُبلغ عن أن الحضور بلغ 3500، لكن الأرقام تختلف. يشار أيضًا إلى حضور أفراد الأمن والشرطة في المهرجان.

## الهجوم
كان المهرجان الموسيقي أحد الأهداف الأولى للهجوم المفاجئ الذي شنّته حركة حماس على إسرائيل في ساعات الصباح الباكر من يوم 7 أكتوبر/تشرين الأول 2023.  وذكر أحد الحاضرين أنه بعد قطع الكهرباء، وصلت مجموعة مكونة من حوالي 50 مسلحًا من حركة حماس في شاحنات صغيرة وأطلقوا النار في جميع الاتجاهات. فيما تسلل بعض مسلحي حركة حماس الذين هاجموا المهرجان إلى إسرائيل عبر طائرات شراعية، ووصلوا حوالي الساعة 6:30 صباحًا، عند شروق الشمس تقريبًا.
وبينما كان الحاضرون في المهرجان يفرون مذعورين، بدأت سيارات الجيب المليئة بالمسلحين في إطلاق النار على السيارات الفارّة. كما أغلق المسلحون الطرق. ولم تترك التضاريس المفتوحة سوى أماكن قليلة للاختباء. قُتل العديد من الحاضرين الذين اختبأوا في الأشجار عندما أطلق المسلحون النار عليهم. وتمكن آخرون عبر الاختباء في الأدغال والبساتين من البقاء على قيد الحياة. ووقع الهجوم وسط ذوي صافرات الإنذار مشيرة إلى إطلاق وابل من الصواريخ على إسرائيل. وأظهرت لقطات جرى التحقق منها بشكل مستقل بطائرة بدون طيار للموقع عشرات السيارات المحترقة. وتضمنت لقطات الهجوم، المنشورة على تيليجرام، وسائط للقتل واحتجاز الرهائن.
وأسر مسلحو حركة حماس عددًا غير معروف من المشاركين. وأظهرت مقاطع فيديو على وسائل التواصل الاجتماعي عمليات الخطف والاحتجاز. ونُقل المختطفين إلى غزة، حيث عُرض بعضهم في مقاطع فيديو دعائية لحركة حماس. قام أقارب وأصدقاء المفقودين بالبحث عن معلومات حول ذويهم. وبدى أن من بين من اختطفتهم جنود حركة حماس رجل بريطاني وفتاة إسرائيلية صينية تبلغ من العمر 25 عامًا ولدت في بكين. كما أعلن عن اختفاء ثلاث مواطنين برازيليين إسرائيليين كانوا قد حضروا المهرجان.
أظهر مقطع فيديو انتشر على نطاق واسع مجموعة من جنود حركة حماس يستعرضون امرأة بدت فاقدةً للوعي في الجزء الخلفي من شاحنة جيب صغيرة - عُرف فيما بعد أن هويتها هي شاني نيكول لوك، فنانة وشم تبلغ من العمر 22 عامًا تحمل جنسية مزدوجة ألمانية إسرائيلية؛ وهي ترتدي ملابسها الداخلية فقط، بينما كان المسلحون يهتفون "الله أكبر"، وأظهر المقطع أحد الجنود يلف ساقه على خصرها، وآخر يمسك بشعرها، فيما قام أحد أفراد الحشد بالبصق عليها.
وتكررت مزاعم عن تعرض نساء للاغتصاب على نطاق واسع، لكن المسؤولين الإسرائيليين قالوا إنه ليس لديهم أي دليل على صحة هذه المزاعم.

## الإصابات
وأظهرت الصور التي التقطت في أعقاب الهجوم عشرات الجثث في أرض المهرجان، بما في ذلك جثة محترقة بشدة ومقيدة بأسلاك. وأفادت زاكا، مجموعة الاستجابة لحالات الطوارئ المجتمعية التطوعية الإسرائيلية، بالعثور على ما لا يقل عن 260 جثة. ومن المتوقع أن يرتفع عدد القتلى، كما هرعت منظمات طبية أخرى إلى مكان الحادث.
وكان من بين القتلى رجل بريطاني خدم في الجيش الإسرائيلي. ليئور أسولين وهو مهاجم كرة قدم متقاعد لعب لنادي هابوعيل تل أبيب لكرة القدم، كان أيضًا من بين القتلى في المذبحة. قُتل منظم الحدث، أوشر فاكنين، في الهجوم، بينما فُقد توأمه والمنظم المشارك مايكل.

## التحقيق
اعتقدت السلطات الألمانية أن العديد من المواطنين مزدوجي الجنسية الألمانية والإسرائيلية كانوا ضحايا للأحداث الشاملة التي وقعت في 7 أكتوبر 2023، وفتحت تحقيقًا جنائيًا ضد أعضاء مجهولين من حماس، للتحقيق بتهمة "الانتماء إلى جماعة إرهابية أجنبية واحتجاز الرهائن والقتل". في حين لم يحدد المسؤولون الأشخاص المتورطين أو عددهم، ادعت هيئة الإذاعة العامة الألمانية زي دي علمها بخمس حالات اختطاف، في إشارة أيضًا إلى قضية شاني لوك، التي حظيت باهتمام عام.

## ردود الفعل
ونفت حماس أن يكون الهجوم ضد مدنيين، وصرحت أن أيدي مقاتليها لا يمكن أن تمتد للمدنيين والأطفال، وبأن معركة طوفان الأقصى تستهدف المنظومة العسكرية "للاحتلال الاسرائيلي الصهيوني".